# Espectroscopia de raios X por dispersão em energia

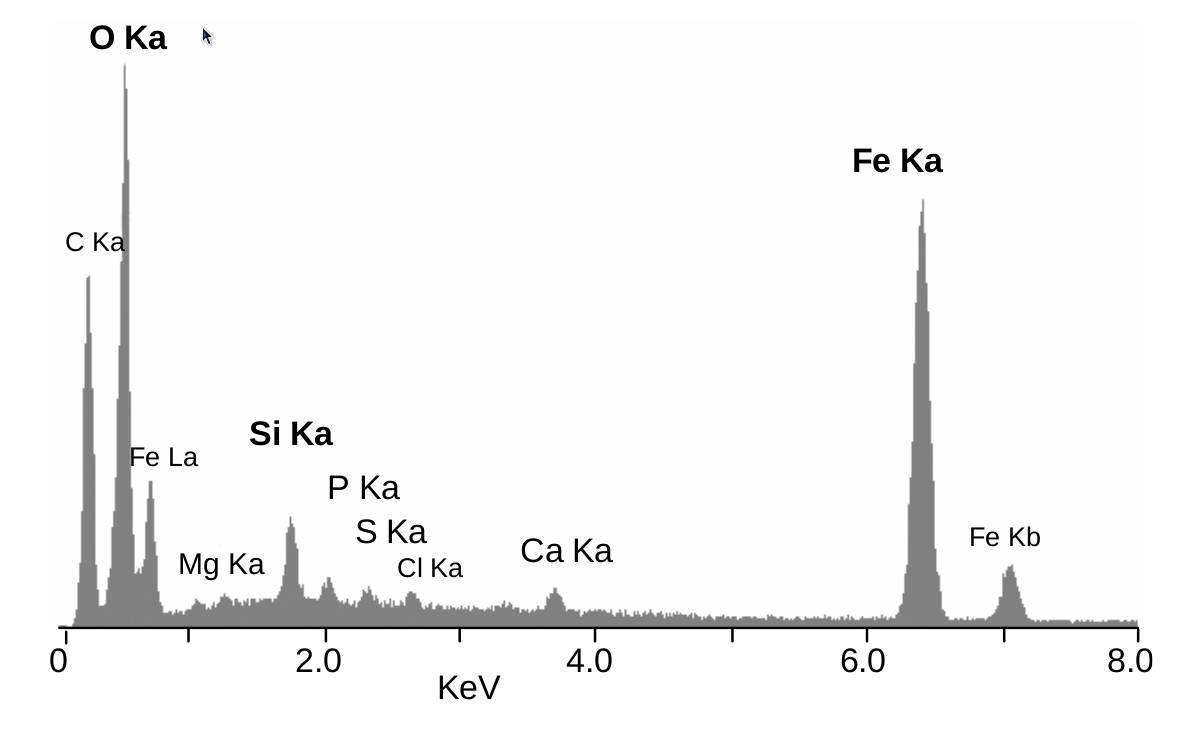
Espectro EDX da crosta mineral de Rimicaris exoculata

Espectroscopia de raios X por dispersão em energia (EDX ou EDS) é uma técnica analítica usada para a análise elementar ou caracterização química de uma amostra. É uma das variantes da espectroscopia por fluorescência de raio X que se baseia na investigação de uma amostra através de interações entre partículas ou radiação eletromagnética e matéria, analisando os raios X emitidos pela matéria em resposta à incidência de partículas carregadas. Suas capacidades de caracterização são devidas em grande parte ao princípio fundamental que cada elemento tem uma estrutura atômica única, de modo que os raios X emitidos são característicos desta estrutura, que identificam o elemento.

## Equipamentos
Os quatro componentes primários do EDS são:
1. A fonte de excitação (feixe de elétrons ou feixe de raios-X)
2. O detector de Raios-X
3. O processador de pulso
4. O analisador

A excitação de feixe de elétrons é usado em microscópios eletrônicos, microscopia de varredura eletrônica (SEM) e microscopia de varredura de transmissão eletrônica (STEM). A excitação por feixe de raios-X é usado em espectrometria de fluorescência de raios-X (XRF).
Um detector é usado para converter a energia dos raios-x em sinal de voltagem; esta informação é enviada a um processador de pulso que mede os sinais e passa para o analisador para apresentar os dados e análise.
O detector mais comum usado é o detector Si(Li) resfriado a temperaturas criogênicas com nitrogênio líquido. Agora, os novos sistemas são frequentemente equipados  com detectores com desvio de silício (SDD) com sistemas com resfriamento Peltier.